# Gemerské Dechtáre
Gemerské Dechtáre és un poble i municipi d'Eslovàquia. Es troba a la regió de Banská Bystrica.

## Història
La primera menció escrita de la vila es remunta al 1246.

## Demografia
| Godina             | 1994 | 2004   | 2014   | 2024   |
| ------------------ | ---- | ------ | ------ | ------ |
| Nombre de persones | 488  | 448    | 442    | 413    |
| Diferència         |      | −8,19% | −1,33% | −6,56% |

| Godina             | 2023 | 2024   |
| ------------------ | ---- | ------ |
| Nombre de persones | 417  | 413    |
| Diferència         |      | −0,95% |